# Резус-фактор
Резус-факторът (Rh) е протеин, намиращ се върху клетъчната мембрана на червените кръвни клетки в човешката кръв. Открит е у резусовата маймуна през 1940 г. от Карл Ландщайнер и Александър Соломон Вийнер в Рокфелеровския университет в Ню Йорк. Резус-системата е комплекс, чиито пет най-важни представителя (C, c, D, E, e) са изследвани с тестови серуми. Най-старият и най-важен резус-фактор е представителят D.

## Унаследяване
Унаследяването на резус-фактора е доминантно-рецесивно: Проявяването на фактора е доминантно спрямо резус-отрицателния фенотип. Като символ се използват буквите Rh и знаците „+“ и „-“ в зависимост от това дали човек е резус-положителен (т.е. притежава резус-фактор антиген), или резус-отрицателен (не притежава антиген). Може да се използва и буквата D, чрез която е възможно по-точно характеризиране: dd символизира rh (резус-отрицателен), Dd (съответно dD) и DD за Rh (резус-положителен). Около 80 – 85 % от хората, живеещи в Централна Европа, са резус-положителни.
За разлика от първоначално открития Rh-фактор „D“, при продуктите от синтезата на гена Rh-CE (най-важните антигенни комбинации са CE, Ce, cE и ee) и малките букви символизират антигени, които могат да бъдат доказани чрез съответните антитела от тестови серуми. Освен анти-C серум има и анти-c серум и др. Поради многото възможни комбинации резус-системата е една от най-сложните системи на човешката кръв.

## Резус-система
След откриването на кръвните групи A и B, Ландщайнер и Вийнер са продължили работата си. При първото му споменаване от Вийнер 'R' е обозначавало отговорния ген при резус маймуните, а втората буква 'h' е обозначавала съответния антисерум. Тъй като е установен общ локус 'Rh' сега означава позитивния тест, а 'rh' отрицателният. Тъй като са открити и други признаци на кръвните групи, това означение за Rh-фактор не се е наложило, за това което днес се обозначава с Резус фактор D (също Rh1 или RhD). Поради широката му употреба в медицинската литература обозначението все пак е останало в употреба.
Фишър и Рейс открили връзката между други кръвни фактори, което е довело до разширяване на познатите A и B на AB0-системата с обозначенията C, D и E на резус системата. При това статистикът Фишър и имунобиологът Рейс са предположили съществуването на три локуса в генома с по две възможни прояви C/c, D/d и E/e. Едва по-късно е открито, че белезите за C и E са на един и същи локус, и следователно имат четири алела. Двата гена на резус системата се намират на Хромозома 1 в 1p36.2-p34.
Тъй като освен най-често срещаните Rh-D и Rh-CE гени съществуват и други вариации, в литературата се срещат и цифрени обозначения на белезите на кръвните групи от резус системата. При това обозначение D = RH1, C = RH2, E = RH3, c=RH4, e = RH5, ... Cw = RH8 ... и днес са познати над 50 варианта.
| Генотип | Резус тип | Rh(D) тест     |
| ------- | --------- | -------------- |
| ccddee  | rr        | Rh отрицателен |
| CcDdee  | R1r       | Rh положителен |
| CCDDee  | R1R1      | Rh положителен |
| ccDdEe  | R2r       | Rh положителен |
| CcDDEe  | R1R2      | Rh положителен |
| ccDDEE  | R2R2      | Rh положителен |

## Значение при бременност
Антителата срещу Резус фактор D могат да преминат кръвната бариера на плацентата и да попаднат в кръвта на детето. В случай, че майката е резус отрицателна, а фетусът резус положителен (Резус несъвместимост), е възможно майката да притежава антитела срещу резус фактора на детето, които могат да доведат до образуване на съсирек (Аглутинация) при детето и да причинят неговата смърт (morbus haemolyticus neonatorum) или тежка хемолитична жълтеница.
При бременност с първо резус позитивно дете това най-често не води до усложнения, защото повечето жени до този момент не са имали друг контакт с резус положителна кръв. Едва при раждането кръв от детето попада в кръвоносната система на майката и води до образуване на антитела. При самото раждане самото дете не е застрашено от тези антитела.
При следваща бременност с резус положително дете антитела могат да преминат кръвната бариера на плацентата, (тъй като става въпрос за сравнително малки антитела от тип IgG (имуноглобулин G)), и да навлязат в тъканите на детето и да ги разрушат. Последствията могат да бъдат увреждане на развитието на фетуса, изразено с различна сила, дори до смъртта му. За да се предпази детето, в миналото е съществувала само възможността за пълна смяна на кръвта на детето.
Днес се провежда вместо това Анти-D-Профилактика. След първото раждане майката се инжектира с концентрирани Анти-D антитела, които неутрализират оставащите в кръвта ѝ еритроцити на новороденото. Така те се разграждат и майчината имунна система няма възможност да образува антитела срещу кръвта на детето. Тази профилактика предпазва следващите деца при вероятни следващи бременности.

## Разпространение на Rh-
Разпространението на резус отрицателна кръв играе важна роля особено в Европа при определянето на генетичната връзка между народите. Резус отрицателната част от европейското население варира между 4% на изток и 25% при баските. Сравнително висок дял резус-отрицателни има и в близките до Европа зони като Северна Африка и Анадола. На други континенти този дял е значително по малък. Америка, Австралия и цяла източна Азия няма резус отрицателно коренно население. При сравнение на отрицателния дял между баските (25) и швейцарците (15) разликата е 10%. Разликата между швейцарците и източноазиатците е цели 15%. Тази по-голяма разлика и получената от това по-голяма генетична разлика според изследванията на Кавали-Сфорца и др. сочат към по-ранно разклонение на народите. Това потвърждава познания от изследвания на лактозната интолерантност.

## Съвместимост на кръвните групи
При кръвопреливането по правило се прелива на едноименни кръвни групи, отнасящо се и до белезите на резус системата. Поради малкия брой резус негативни кръводарители, често не може да се избегне преливането от други групи.
Заради значението на резус фактора при бременност се избягва задължително (с изключение на животозастрашаващи ситуации) кръвопреливането от RhD-положителни кръводарители на RhD-отрицателни момичета и жени, които биха могли да забременеят. При всички кръвопреливания на резус положителна кръв на резус отрицателни пациенти е нужно да се направи серологично изследване и при доказване на антитела при пациента да се обсъдят рисковете и тези усложнения да се отбележат в медицинското му досие. Поради тази проблематика дори при неясен RhD-Тест кръвната група на пациента се приема за резус отрицателна и несъвместима с тази на резус положителни кръводарители. От друга страна, преливането на резус отрицателна кръв на резус положителни пациенти е безпроблемна, но поради наличието на нужните количества кръв в кръвните банки това по правило не се случва.
| Получател     | Съвместими ЕК(Еритроцитни концентрати)                                                                         |
| ------------- | --- |
| D-отрицателен | D-отрицателен, само при животозастрашаващи ситуации D-пожителен                                                |
| D-положителен | D-положителен, понякога също D-отрицателен (по възможност да се избягва, тъй като D-отрицателните ЕК са редки) |